# Miami Open 2016
Miami Open 2016 presented by Itaú (також відомий як Miami Masters 2016) - чоловічий і жіночий професійний тенісний турнір, що проходив на відкритих кортах з твердим покриттям Tennis Center at Crandon Park у Кі-Біскейні (США). Це був 32-й за ліком Miami Open. Належав до категорії Masters 1000 у рамках Туру ATP 2016, а також до серії Premier Mandatory в рамках Туру WTA 2016. Тривав з 21 березня до 3 квітня 2016 року.

## Очки і призові

### Нарахування очок
| Дисципліна                 | П    | Ф   | ПФ  | ЧФ  | 1/8 | 1/16 | 1/32 | 1/64 | Q   | Q2  | Q1  |
| Одиночний розряд, чоловіки | 1000 | 600 | 360 | 180 | 90  | 45   | 25*  | 10   | 16  | 8   | 0   |
| Парний розряд, чоловіки    | 1000 | 600 | 360 | 180 | 90  | 0    | Н/Д  | Н/Д  | Н/Д | Н/Д | Н/Д |
| Одиночний розряд, жінки    | 1000 | 650 | 390 | 215 | 120 | 65   | 35*  | 10   | 30  | 20  | 2   |
| Парний розряд, жінки       | 1000 | 650 | 390 | 215 | 120 | 10   | Н/Д  | Н/Д  | Н/Д | Н/Д | Н/Д |

- Гравчині, що виходять у друге коло без боротьби, отримують очки за перше коло.

### Призові гроші
| Дисципліна                 | П          | F        | ПФ       | ЧФ       | 1/8     | 1/16    | 1/32    | 1/64    | Q2     | Q1     |
| Чоловіки, одиночний розряд | $1,028,300 | $501,815 | $251,500 | $128,215 | $67,590 | $36,170 | $19,530 | $11,970 | $3,565 | $1,825 |
| Жінки, одиночний розряд    | $1,028,300 | $501,815 | $251,500 | $128,215 | $67,590 | $36,170 | $19,530 | $11,970 | $3,565 | $1,825 |
| Чоловіки, парний розряд    | $336,920   | $164,420 | $82,410  | $42,000  | $22,140 | $11,860 | Н/Д     | Н/Д     | Н/Д    | Н/Д    |
| Жінки, парний розряд       | $336,920   | $164,420 | $82,410  | $42,000  | $22,140 | $11,860 | Н/Д     | Н/Д     | Н/Д    | Н/Д    |

## Учасники чоловічих змагань

### Сіяні
Нижче подано список сіяних гравців. Рейтинг і посів визначено на основі рейтингу ATP станом на 21 березня 2016.
| Сіяний | Рейтинг | Гравець               | Очки перед | Очки, що захищає | Очки здобуті | Очки після | Підсумок                                        |
| ------ | ------- | --------------------- | ---------- | ---------------- | ------------ | ---------- | ----------------------------------------------- |
| 1      | 1       | Новак Джокович        | 16,540     | 1,000            | 1,000        | 16,540     | Чемпіон, — Кей Нісікорі [6]                     |
| 2      | 2       | Енді Маррей           | 8,370      | 600              | 45           | 7,815      | 3 коло, його переміг Григор Димитров [26]       |
| 3      | 3       | Роджер Федерер        | 7,695      | 0                | 0            | 7,695      | знявся перед початком другого кола              |
| 4      | 4       | Стен Вавринка         | 6,405      | 45               | 10           | 6,370      | 2-ге коло, його переміг Андрій Кузнєцов         |
| 5      | 5       | Рафаель Надаль        | 4,990      | 45               | 10           | 4,955      | 2-ге коло знявся проти Дамір Джумгур            |
| 6      | 6       | Кей Нісікорі          | 4,070      | 180              | 600          | 4,490      | Фіналіст, його переміг Новак Джокович [1]       |
| 7      | 7       | Томаш Бердих          | 3,810      | 360              | 180          | 3,630      | чвертьфінал, його переміг Новак Джокович [1]    |
| 8      | 8       | Давид Феррер          | 3,505      | 180              | 45           | 3,370      | 3 коло, його переміг Люка Пуй                   |
| 9      | 9       | Жо-Вілфрід Тсонга     | 3,130      | 45               | 45           | 3,130      | 3 коло, його переміг Роберто Баутіста Аґут [17] |
| 10     | 10      | Рішар Гаске           | 2,795      | (45)†            | 90           | 2,840      | 4 коло, його переміг Томаш Бердих [7]           |
| 11     | 11      | Марин Чилич           | 2,725      | 0                | 45           | 2,770      | 3 коло, його переміг Жиль Сімон [18]            |
| 12     | 12      | Мілош Раоніч          | 2,650      | 90               | 180          | 2,740      | чвертьфінал, його переміг Нік Киріос [24]       |
| 13     | 13      | Джон Ізнер            | 2,585      | 360              | 10           | 2,235      | 2-ге коло, його переміг Тім Смичек [Q]          |
| 14     | 14      | Домінік Тім           | 2,510      | 180              | 90           | 2,420      | 4 коло, його переміг Новак Джокович [1]         |
| 15     | 15      | Давід Ґоффен          | 2,290      | 90               | 360          | 2,560      | півфінал, його переміг Новак Джокович [1]       |
| 16     | 16      | Гаель Монфіс          | 2,130      | 90               | 180          | 2,220      | чвертьфінал, його переміг Кей Нісікорі [6]      |
| 17     | 18      | Роберто Баутіста Аґут | 1,935      | 10               | 90           | 2,015      | 4 коло, його переміг Кей Нісікорі [6]           |
| 18     | 19      | Жиль Сімон            | 1,810      | 90               | 180          | 1,900      | чвертьфінал, його переміг Давід Ґоффен [15]     |
| 19     | 21      | Віктор Троїцький      | 1,580      | 45               | 45           | 1,580      | 3 коло, його переміг Давід Ґоффен [15]          |
| 20     | 22      | Бенуа Пер             | 1,571      | (20)‡            | 45           | 1,596      | 3 коло, його переміг Рішар Гаске [10]           |
| 21     | 23      | Фелісіано Лопес       | 1,540      | 10               | 10           | 1,540      | 2-ге коло, його переміг Йосіхіто Нісіока [Q]    |
| 22     | 24      | Джек Сок              | 1,525      | 45               | 45           | 1,525      | 3 коло, його переміг Мілош Раоніч [12]          |
| 23     | 25      | Пабло Куевас          | 1,475      | 10               | 45           | 1,510      | 3 коло, його переміг Гаель Монфіс [16]          |
| 24     | 26      | Нік Киріос            | 1,405      | 0                | 360          | 1,765      | півфінал, його переміг Кей Нісікорі [6]         |
| 25     | 27      | Мартін Кліжан         | 1,405      | 25               | 0            | 1,380      | знявся перед початком турніру                   |
| 26     | 28      | Григор Димитров       | 1,385      | 45               | 90           | 1,430      | 4 коло, його переміг Гаель Монфіс [16]          |
| 27     | 29      | Олександр Долгополов  | 1,330      | 90               | 45           | 1,285      | 3 коло, його переміг Кей Нісікорі [6]           |
| 28     | 31      | Жеремі Шарді          | 1,255      | 45               | 10           | 1,220      | 2-ге коло, його переміг Фернандо Вердаско       |
| 29     | 34      | Сем Кверрі            | 1,210      | 25               | 10           | 1,195      | 2-ге коло, його переміг Адріан Маннаріно        |
| 30     | 35      | Томас Беллуччі        | 1,200      | 45               | 10           | 1,165      | 2-ге коло знявся проти Михайло Кукушкін         |
| 31     | 36      | Стів Джонсон          | 1,190      | 10               | 45           | 1,225      | 3 коло, його переміг Томаш Бердих [7]           |
| 32     | 37      | Гільєрмо Гарсія-Лопес | 1,150      | 45               | 10           | 1,115      | 2-ге коло, його переміг Люка Пуй                |
| 33     | 38      | Жуан Соуза            | 1,146      | 10               | 45           | 1,181      | 3 коло, його переміг Новак Джокович [1]         |

† Гравець використав виняток, щоб пропустити цей турнір 2015 року. Тож його очки за потрапляння до 18-ти найкращих відраховано.

‡ 2015 року гравець не кваліфікувався на турнір. Тож його очки за потрапляння до 18-ти найкращих відраховано.

### Інші учасники
Нижче наведено учасників, які отримали вайлдкард на участь в основній сітці:
- Роберто Карбальєс Баена
- Ніколас Джаррі
- Майкл Ммо
- Андрій Рубльов
- Еліяс Імер

Такі учасники отримали право на участь в основній сітці завдяки захищеному рейтингові:
- Браян Бейкер
- Хуан Мартін дель Потро

Нижче наведено гравців, які пробились в основну сітку через стадію кваліфікації:
- Бенжамін Бекер
- Бйорн Фратанджело
- Тейлор Фріц
- Алехандро Гонсалес
- Марсель Гранольєрс
- П'єр-Юг Ербер
- Тацума Іто
- Михайло Кукушкін
- Йосіхіто Нісіока
- Денис Новіков
- Tommy Paul
- Тім Смичек

Такі тенісисти потрапили в основну сітку як Щасливі лузери:
- Джаред Доналдсон
- Рожеріу Дутра Сілва
- Орасіо Себальйос

### Відмовились від участі
До початку турніру
- Ніколас Альмагро → його замінив  Михайло Южний
- Кевін Андерсон → його замінив  Люка Пуй
- Пабло Андухар → його замінив  Євген Донской
- Роджер Федерер (гастроентерит) → його замінив  Орасіо Себальйос
- Фабіо Фоніні → його замінив  Ілля Марченко
- Робін Гаасе (травма коліна) → його замінив  Джаред Доналдсон
- Андреас Гайдер-Маурер → його замінив  Душан Лайович
- Іво Карлович → його замінив  Ернестс Гульбіс
- Мартін Кліжан (травма ступні) → його замінив  Рожеріу Дутра Сілва
- Філіпп Кольшрайбер →його замінив  Ражів Рам
- Паоло Лоренці → його замінив  Дамір Джумгур
- Даніель Муньйос де ла Нава → його замінив  Дієго Шварцман
- Томмі Робредо → його замінив  Сем Грот
- Янко Типсаревич → його замінив  Кайл Едмунд
- Бернард Томіч → його замінив  Іван Додіг

Під час турніру
- Ражів Рам (хвороба)

### Знялись
- Аляж Бедене (травма правого зап'ястка)
- Томас Беллуччі (зневоднення)
- Іван Додіг (травма спини)
- Рафаель Надаль (хвороба)
- Сергій Стаховський (травма спини)

## Учасники основної сітки в парному розряді

### Сіяні пари
| Країна          | Гравець            | Країна   | Гравець        | Рейтинг1 | Сіяний |
| --------------- | ------------------ | -------- | -------------- | -------- | ------ |
| Нідерланди      | Жан-Жульєн Роєр    | Румунія  | Горія Текеу    | 7        | 1      |
| Хорватія        | Іван Додіг         | Бразилія | Марсело Мело   | 10       | 2      |
| Велика Британія | Джеймі Маррей      | Бразилія | Бруно Соарес   | 10       | 3      |
| США             | Боб Браян          | США      | Майк Браян     | 11       | 4      |
| Франція         | П'єр-Юг Ербер      | Франція  | Ніколя Маю     | 19       | 5      |
| Індія           | Роган Бопанна      | Румунія  | Флорін Мерджа  | 24       | 6      |
| Франція         | Едуар Роже-Васслен | Сербія   | Ненад Зімоньїч | 31       | 7      |
| Канада          | Вашек Поспішил     | США      | Джек Сок       | 37       | 8      |

- 1 Рейтинг подано станом на 21 березня 2016.

### Інші учасники
Нижче наведено пари, які отримали вайлдкард на участь в основній сітці:
- Ерік Буторак /  Скотт Ліпскі
- Омар Джасіка /  Джон-Патрік Сміт

Наведені нижче пари отримали місце як заміна:
- Томас Беллуччі /  Андре Са
- Леонардо Маєр /  Жуан Соуза

### Відмовились від участі
До початку турніру
- Хуан Мартін дель Потро (хвороба)
- Давід Ґоффен (мігрень)

Під час турніру
- Роберто Баутіста Аґут (зневоднення)
- Рафаель Надаль (хвороба)

## Учасниці

### Сіяні учасниці
Нижче подано список сіяних гравчинь. Посів визначено на основі рейтингу WTA станом на 7 березня 2016. Рейтинг і очки перед наведено на 21 березня 2016.
| Сіяна | Рейтинг | Гравчиня               | Очки перед | Очки, що захищає | Очки здобуті | Очки після | Підсумок                                          |
| ----- | ------- | ---------------------- | ---------- | ---------------- | ------------ | ---------- | ------------------------------------------------- |
| 1     | 1       | Серена Вільямс         | 9,505      | 1,000            | 120          | 8,625      | 4 коло, її перемогла Світлана Кузнецова [15]      |
| 2     | 3       | Анджелік Кербер        | 5,700      | 65               | 390          | 6,025      | півфінал, її перемогла Вікторія Азаренко [13]     |
| 3     | 2       | Агнешка Радванська     | 5,775      | 120              | 120          | 5,775      | 4 коло, її перемогла Тімеа Бачинскі [19]          |
| 4     | 4       | Гарбінє Мугуруса       | 4,776      | 65               | 120          | 4,831      | 4 коло, її перемогла Вікторія Азаренко [13]       |
| 5     | 5       | Сімона Халеп           | 3,960      | 390              | 215          | 3,785      | чвертьфінал, її перемогла Тімеа Бачинскі [19]     |
| 6     | 6       | Карла Суарес Наварро   | 3,800      | 650              | 10           | 3,160      | 2-ге коло, її перемогла Коко Вандевей             |
| 7     | 10      | Белінда Бенчич         | 3,450      | 120              | 10           | 3,340      | 2-ге коло знялася проти Крістина Плішкова [Q]     |
| 8     | 7       | Петра Квітова          | 3,698      | 0                | 65           | 3,763      | 3 коло, її перемогла Катерина Макарова [30]       |
| 9     | 9       | Роберта Вінчі          | 3,540      | 10               | 65           | 3,595      | 3 коло, її перемогла Медісон Кіз [22]             |
| 10    | 13      | Вінус Вільямс          | 3,092      | 215              | 10           | 2,887      | 2-ге коло, її перемогла Олена Весніна [Q]         |
| 11    | 15      | Луціє Шафарова         | 2,768      | 10               | 10           | 2,768      | 2-ге коло, її перемогла Яніна Вікмаєр             |
| 12    | 16      | Еліна Світоліна        | 2,695      | 65               | 120          | 2,750      | 4 коло, її перемогла Катерина Макарова [30]       |
| 13    | 8       | Вікторія Азаренко      | 3,595      | 65               | 1,000        | 4,530      | Чемпіонка, — Світлана Кузнецова [15]              |
| 14    | 18      | Сара Еррані            | 2,530      | 120              | 10           | 2,420      | 2-ге коло, її перемогла Наомі Осака [WC]          |
| 15    | 19      | Світлана Кузнецова     | 2,480      | 120              | 650          | 3,010      | Фіналістка, її перемогла Вікторія Азаренко [13]   |
| 16    | 17      | Ана Іванович           | 2,531      | 65               | 65           | 2,531      | 3 коло, її перемогла Тімеа Бачинскі [19]          |
| 17    | 14      | Кароліна Плішкова      | 2,795      | 215              | 10           | 2,590      | 2-ге коло, її перемогла Тімеа Бабош               |
| 18    | 26      | Єлена Янкович          | 1,975      | 10               | 10           | 1,975      | 2-ге коло знялася vs. Магда Лінетт [Q]            |
| 19    | 20      | Тімеа Бачинскі         | 2,345      | 0                | 390          | 2,735      | півфінал, її перемогла Світлана Кузнецова [15]    |
| 20    | 22      | Слоун Стівенс          | 2,105      | 215              | 10           | 1,900      | 2-ге коло, її перемогла Гезер Вотсон [WC]         |
| 21    | 21      | Андреа Петкович        | 2,110      | 390              | 10           | 1,730      | 2-ге коло, її перемогла Каролін Гарсія            |
| 22    | 24      | Медісон Кіз            | 2,005      | 10               | 215          | 2,210      | чвертьфінал, її перемогла Анджелік Кербер [2]     |
| 23    | 25      | Каролін Возняцкі       | 1,991      | 120              | 65           | 1,936      | 3 коло, її перемогла Еліна Світоліна [12]         |
| 24    | 23      | Джоанна Конта          | 2,028      | (18)†            | 215          | 2,225      | чвертьфінал, її перемогла Вікторія Азаренко [13]  |
| 25    | 28      | Анастасія Павлюченкова | 1,865      | 35               | 10           | 1,840      | 2-ге коло, її перемогла Кікі Бертенс [Q]          |
| 26    | 27      | Саманта Стосур         | 1,900      | 65               | 10           | 1,845      | 2-ге коло, її перемогла Юлія Гергес               |
| 27    | 29      | Крістіна Младенович    | 1,780      | 65               | 10           | 1,725      | 2-ге коло, її перемогла Ніколь Гіббс [WC]         |
| 28    | 30      | Анна Кароліна Шмідлова | 1,690      | 35               | 10           | 1,665      | 2-ге коло, її перемогла Медісон Бренгл            |
| 29    | 37      | Сабіне Лісіцкі         | 1,302      | 215              | 10           | 1,097      | 2-ге коло, її перемогла Ірина-Камелія Бегу        |
| 30    | 31      | Катерина Макарова      | 1,571      | 120              | 215          | 1,666      | чвертьфінал, її перемогла Світлана Кузнецова [15] |
| 31    | 34      | Дарія Гаврилова        | 1,379      | 120              | 10           | 1,269      | 2-ге коло, її перемогла Заріна Діяс               |
| 32    | 33      | Моніка Нікулеску       | 1,410      | 35               | 120          | 1,495      | 4 коло, її перемогла Джоанна Конта [24]           |

† 2015 року гравчиня не кваліфікувалась на турнір. Тож її очки за потрапляння в 16 найкращих відраховано.

### Інші учасниці
Нижче наведено учасниць, які отримали вайлдкард на участь в основній сітці:
- Паула Бадоса Хіберт
- Кетрін Белліс
- Ніколь Гіббс
- Беатріс Аддад Майя
- Наомі Осака
- Лора Робсон
- Гезер Вотсон
- Софія Жук

Такі учасниці отримали право на участь в основній сітці завдяки захищеному рейтингові:
- Петра Цетковська
- Ваня Кінґ
- Пен Шуай
- Галина Воскобоєва

Нижче наведено гравчинь, які пробились в основну сітку через стадію кваліфікації:
- Кікі Бертенс
- Яна Чепелова
- Саманта Кроуфорд
- Лурдес Домінгес Ліно
- Магда Лінетт
- Полін Пармантьє
- Крістина Плішкова
- Марія Саккарі
- Олександра Соснович
- Франческа Ск'явоне
- Анна Татішвілі
- Олена Весніна

### Відмовились від участі
До початку турніру
- Мона Бартель →її замінила  Каріна Віттгефт
- Варвара Лепченко →її замінила  Ірина Фалконі
- Марія Шарапова (provisional suspension) →її замінила  Бетані Маттек-Сендс

### Знялись
- Белінда Бенчич (травма поперекового відділу хребта)
- Кікі Бертенс
- Єлена Янкович (травма правого плеча)

## Учасниці в парному розряді

### Сіяні
| Країна            | Гравчиня            | Країна            | Гравчиня            | Рейтинг1 | Сіяна |
| ----------------- | ------------------- | ----------------- | ------------------- | -------- | ----- |
| Швейцарія         | Мартіна Хінгіс      | Індія             | Саня Мірза          | 2        | 1     |
| Китайський Тайбей | Чжань Хаоцін        | Китайський Тайбей | Чжань Юнжань        | 11       | 2     |
| США               | Бетані Маттек-Сендс | Чехія             | Луціє Шафарова      | 16       | 3     |
| Угорщина          | Тімеа Бабош         | Казахстан         | Ярослава Шведова    | 17       | 4     |
| Чехія             | Андреа Главачкова   | Чехія             | Луціє Градецька     | 22       | 5     |
| Франція           | Каролін Гарсія      | Франція           | Крістіна Младенович | 26       | 6     |
| Словенія          | Андрея Клепач       | Словенія          | Катарина Среботнік  | 46       | 7     |
| КНР               | Сюй Їфань           | КНР               | Чжен Сайсай         | 47       | 8     |

- 1 Рейтинг подано станом на 7 березня 2016.

### Інші учасниці
Нижче наведено пари, які отримали вайлдкард на участь в основній сітці:
- Сімона Халеп /  Даніела Гантухова
- Медісон Кіз /  Слоун Стівенс
- Світлана Кузнецова /  Анастасія Павлюченкова
- Моніка Пуїг /  Гезер Вотсон

Наведені нижче пари отримали місце як заміна:
- Белінда Бенчич /  Штефані Фогт

### Відмовились від участі
До початку турніру
- Сімона Халеп

## Переможці та фіналісти

### Одиночний розряд, чоловіки
- Новак Джокович —  Кей Нісікорі, 6–3, 6–3

### Одиночний розряд, жінки
- Вікторія Азаренко —  Світлана Кузнецова, 6–3, 6–2

### Парний розряд, чоловіки
- П'єр-Юг Ербер /  Ніколя Маю —  Равен Класен /  Ражів Рам, 5–7, 6–1, [10–7]

### Парний розряд, жінки
- Бетані Маттек-Сендс /  Луціє Шафарова —  Тімеа Бабош /  Ярослава Шведова, 6–3, 6–4